# ラガシュ
ラガシュ（シュメール語: 𒉢𒁓𒆷𒆠 翻字: NU11BURLAKI Lagaš）は、古代メソポタミアの都市、またはその都市を拠点とした都市国家。シュメール初期王朝時代に繁栄し、現代にメソポタミア最大級の都市遺跡を残している。王都はギルス、ラガシュ。都市神はニンギルス（Ningirsu）。

## 遺跡
現代のイラク南部に存在する。現代名はテル・アル・ヒバ。その面積は6平方kmに達し、19世紀に発見されて以来大規模な発掘調査が繰り返されてきた。ラガシュ王の碑文の多くが20kmほど北西にあるテルローで発見されたため、かつてはテルロー遺跡がラガシュ市であると推定されていたが、現在ではテルロー遺跡は古代のギルスで、都市ラガシュは現代のテル・アル・ヒバであったことが確認されている。国家ラガシュの首都がギルスに置かれていた時代が長かったため、このような事態が発生した。古代のラガシュ王国はラガシュ、ギルス、ニナ・スィララ、グアバなどの都市が連合して成立した国家であった。

## 歴史

ハンムラビ大王当時のメソポタミア。当時はラガシュの近くにまで海岸線が迫っていた

歴史時代に入る前よりラガシュには人が居住していた。シュメール初期王朝時代にラガシュ第1王朝（紀元前26世紀頃 - 紀元前24世紀頃?）の下で最盛期を迎えた。ラガシュ第1王朝の王たちはシュメール王名表には記載されていない。地方的な国家であったためとも考えられるが、現在に残る遺跡からはラガシュが有力国の1つであったことが容易に想像できる。既にメソポタミア文明の時代の人々にも、ラガシュ王の一覧がシュメール王名表に載っていないことは不思議なことに感じられたらしく、イシン・ラルサ時代にシュメール王名表の形式を真似てラガシュ王の一覧が作成されている（ラガシュ王名表）。

### ラガシュ・ウンマ戦争
ラガシュ第1王朝とウンマは100年にわたり国境を巡ってラガシュ・ウンマ戦争を起こしていた。この戦争に関して当時のラガシュ王たちがさまざまな碑文を残しており、現存する歴史文書の中では最古級に属する。それによれば、最初はキシュ王メシリム（メスアンネパダ？）の仲介によってラガシュとウンマの間の国境を定め、それを示す石碑が建てられた。しかしウンマが国境を侵し、石碑を移動させたのでエアンナトゥム王はウンマと戦い石碑を元の位置に戻したという。その後エンメテナ王に至るまで3代にわたってたびたびウンマと戦ったと記録されている。後にウンマとラガシュは和平協定を結ぶが、これは史上最初の国際条約といわれている。

### ウルイニムギナの改革と滅亡
ウルイニムギナ王は、この王朝最後の王である。彼はクーデターにより王位を簒奪した人物であると考えられるが、ラガシュの支配者たちの不正と役人の腐敗を糾弾し、弱者を搾取から守るために寄生虫的な役人を排除し、税負担を軽減したことを主張する碑文を残した。これは王位を得た彼が政治的正統性を主張するために宣言されたものであると考えられるが、弱者救済の概念を示す古い文献として重要である。
しかしウルイニムギナの治世に、仇敵ウンマの王ルガルザゲシが急激に勢力を拡張した。ルガルザゲシは後に全シュメールを支配する人物であるが、ラガシュは彼の初期の征服目標となった。同時代の記録にはルガルザゲシがラガシュを征服し、神殿や宮殿を焼き大規模な略奪を行ったことが書かれ、ルガルザゲシに対する憎しみが書かれている（このことから、この記録がラガシュ側の人物によって残されたことが推察される）。

### 独立回復

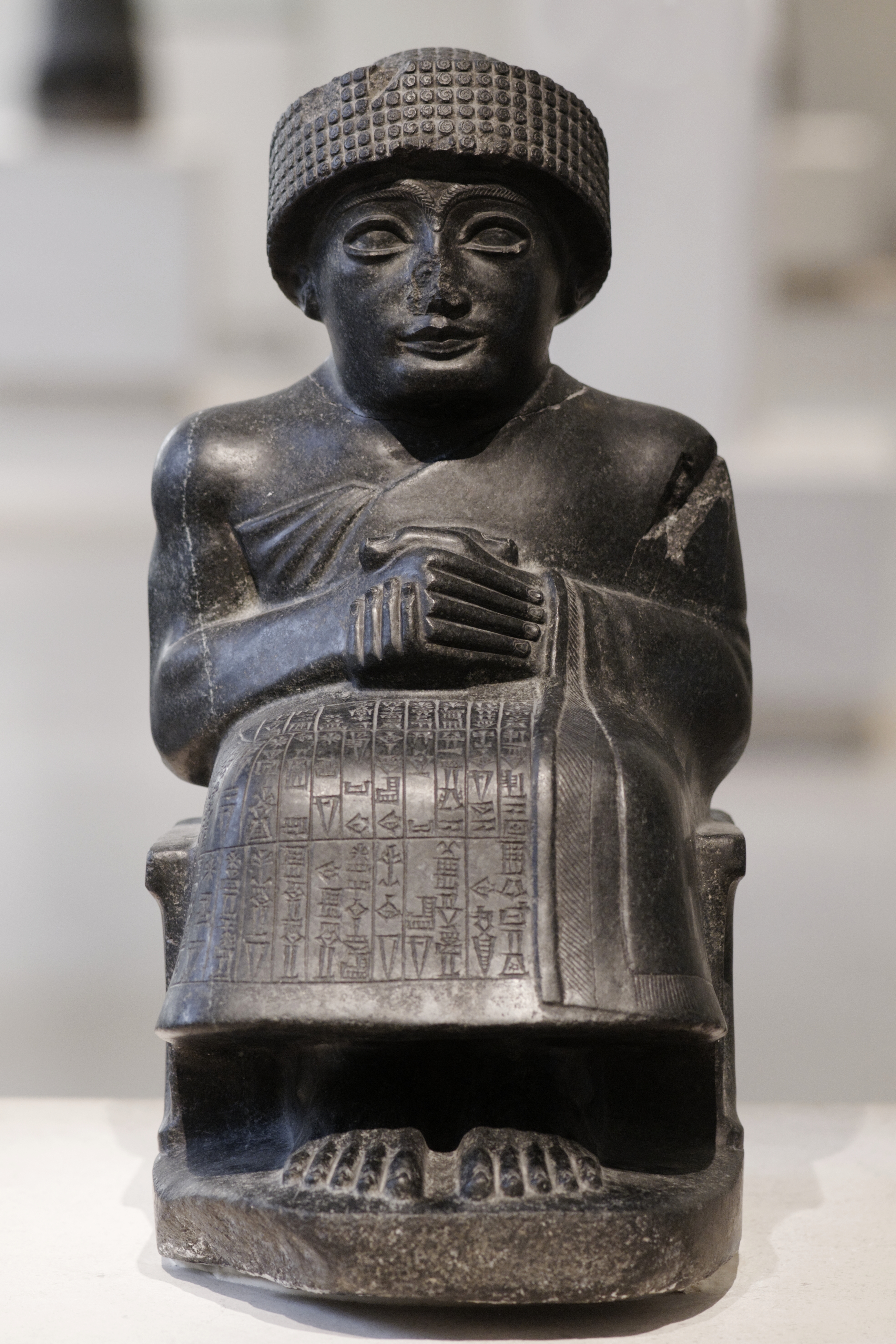
グデア王像

ルガルザゲシの征服以後、ラガシュ市は半ば放棄され衰退したが、ラガシュ王国の政治的枠組み自体はギルスを中心に存続し、属王としてラガシュ王の系統も（血縁は不明ながら）残ったと考えられる。アッカド王朝の時代にはラガシュ王キクイドがアッカドに対して反乱を起こしたことが記録されている（ラガシュ第2王朝）。キクイドの反乱は鎮圧されているが、グティ人の侵入に伴ってアッカドが弱体化すると、ラガシュは再び独立を取り戻した。この王朝で最もよく知られているのはグデア王である。グデア王は数多くの神殿建築や碑文を残したが、この時代のラガシュの文書は後のシュメール文学に著しい影響を与えた。

### 終焉
グティ朝時代の混乱の中にあってラガシュは群雄といえる国家の一つであったと考えられるが、やがてウル第三王朝との戦いに敗れ、最後の王ナンマハニはウル・ナンムによって殺された。ラガシュ王国の首都ギルスは、ラガシュが独立を失った後衰退した。かつて放棄されたラガシュ市はイシン・ラルサ時代以降、ある程度の復興を見たが、もはやラガシュが有力勢力として台頭することはなかった。

## 歴代王

### ラガシュ第1王朝
- エンヘガル （神話的な王）
- ルガル・シャ・ゲン・シュル （神話的な王）
- ウル・ナンシェ（ウル・ニナとも、彼からエンアンナトゥム2世までをウル・ナンシェ王朝とも呼ぶ）
- アクルガル
- エアンナトゥム
- エンアンナトゥム1世
- エンメテナ
- エンアンナトゥム2世
- エンエタルジ
- ルガルアンダ
- ウルイニムギナ（ウルカギナ）

### ラガシュ第2王朝
- キクイド （アッカド王リムシュに対し反乱を起こし敗れる）
- エンギルサ
- ウル・ア
- ルガルウシュムガル
- ウル・ウトゥ
- ウル・ママ
- ル・ババ
- ルガルア
- カク
- ウル・バウ（ウルババ）
- グデア
- ウル・ニンギルス
- ピリグメ
- ウル・ガル
- ナンマハニ

## その他の主なシュメール都市国家
- ウル (Ur)
- ウルク (Uruk)
- ウンマ (Umma)
- エシュヌンナ (Eshnunna)
- エリドゥ（Eridu)
- キシュ（Kish）
- シッパル（Sippar)
- シュルッパク（Shuruppak）
- ニップル（Nippur）
- ラルサ（Larsa)